# Sveriges geologiska undersökning
Sveriges geologiska undersökning, SGU, är en svensk förvaltningsmyndighet som grundades av Axel Erdmann 1858 och har ansvar för frågor om landets geologiska beskaffenhet och mineralhantering. Myndigheten förvaltar även tidigare beredskapsanläggningar för förvaring av drivmedel (före detta Statens oljelager) och ska tillhandahålla geovetenskaplig information och sprida kunskap om geologi, geofysik, hydrogeologi och maringeologi. 
Myndighetens generaldirektör sedan 1 februari 2025 är Anette Madsen.
Huvudkontoret är förlagt till Uppsala, med lokalkontor i Lund, Göteborg, Malå och Luleå. Sedan 2009 ingår Bergsstaten som ett särskilt beslutsorgan inom SGU med uppgift att handlägga ärenden, som rör prospektering och utvinning av mineral. SGU var tidigare chefsmyndighet för den då självständiga myndigheten Bergsstaten.
SGU producerar tjänster och produkter där geologiska kartor i olika former är en del, till exempel berggrundskartor som speglar berggrunden i ett område, jordartskartor, vilka beskriver de olika jordarterna, hydrogeologiska kartor, geofysiska kartor och geokemiska kartor samt bevakar de samhällsfrågor vilka berörs och påverkas av geologin. SGU har också som uppdrag att kartlägga havsbotten längs Sveriges kuster. För detta ändamål används undersökningsfartyget S/V Ocean Surveyor och en mindre arbetsbåt (Ugglan) för grundare vatten. 
Verksamhetens generella inriktning styrs av en särskild förordning (2008:1233) samt genom ett årligt regleringsbrev från regeringen med krav på vad SGU ska genomföra under ett budgetår.
Fast anställda geologer och geofysiker vid SGU har tjänstetitlarna statsgeolog respektive statsgeofysiker. Tidigare fanns även 1:e statsgeolog.

## Verkschefer

Karta över Sveriges bergarter baserad på data från Sveriges geologiska undersökning.

- Axel Erdmann (SGU:s grundare) 1858-1869
- Otto M. Torell 1871–1897
- Alfred Elis Törnebohm t.f. 1870, ordinarie 1897–1906
- Johan Gunnar Andersson1906-1916
- Axel Gavelin 1916–1941
- Per Geijer 1942-1951
- Nils H. Magnusson 1951-1958
- Karl Albert Lindbergson 1958-1973
- Gunnar Ekevärn 1973-1981
- Gunnar Ribrant t.f. 1981
- Arne Wesslén 1982-1987
- Jan Olof Carlsson 1987-1996
- Nore Sundberg t.f. 1996
- Gösta Persson t.f. 1996
- Olof Rydh 1996-1999
- Jacob Johnson t.f. 1999
- Lars Ljung 2000-2009
- Jan Magnusson 2009-2014
- Lena Söderberg[3]-2020
- Anneli Wirtén 2020-2024[4][5]
- Thomas Pålsson t.f. 2024-2025
- Anette Madsen, 2025-ff[6]